# Alexander Alexejewitsch Wassiltschikow

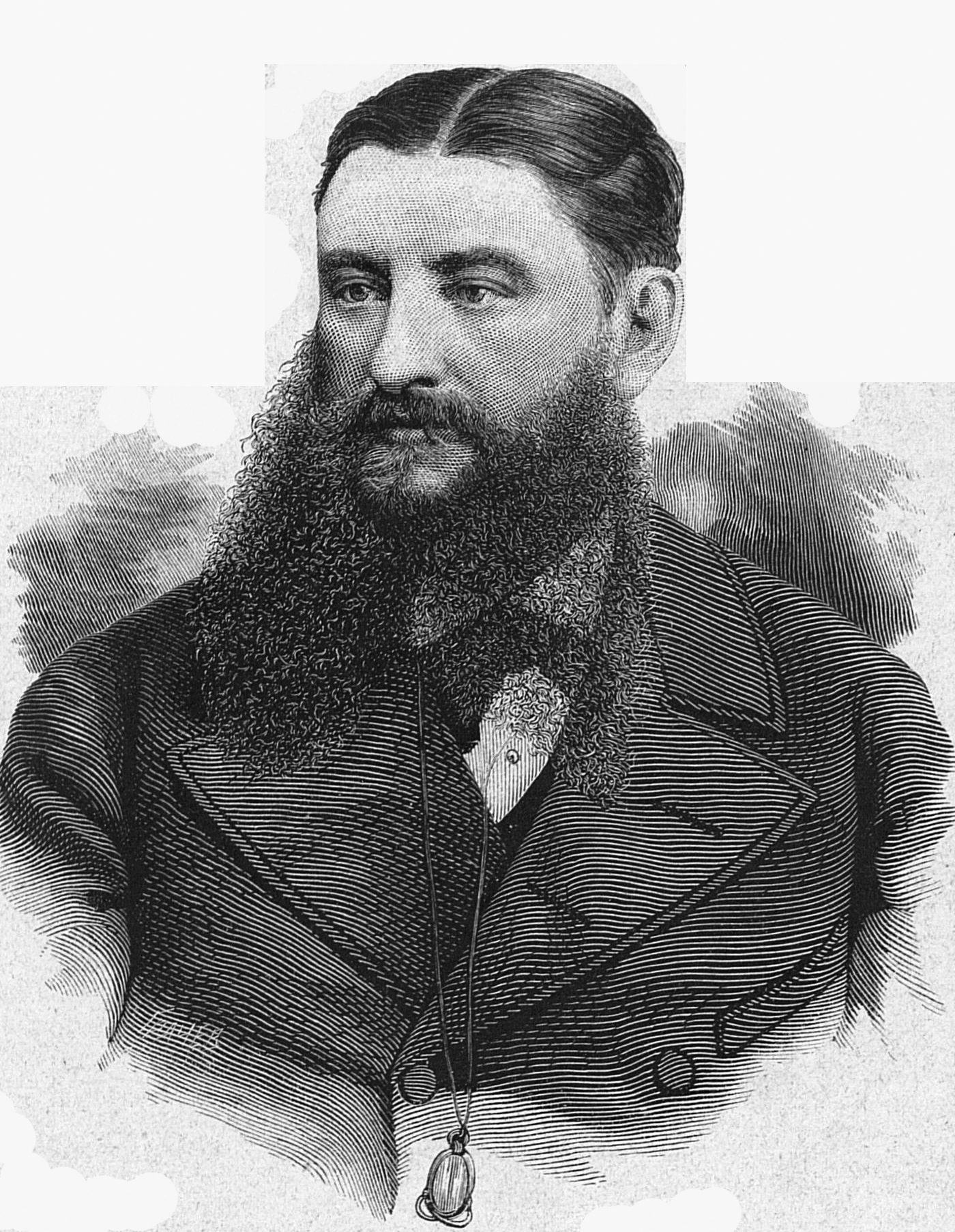
Alexander

Knes Alexander Alexejewitsch Wassiltschikow (russisch: Васильчиков, Александр Алексеевич; 18. September 1833jul. / 30. September 1832greg. in Moskau; † 29. Apriljul. / 11. Mai 1890greg. in Korallowo (Oblast Moskau)) war ein russischer Kunstsammler und Direktor der Kaiserlichen Eremitage in Sankt Petersburg.

## Leben

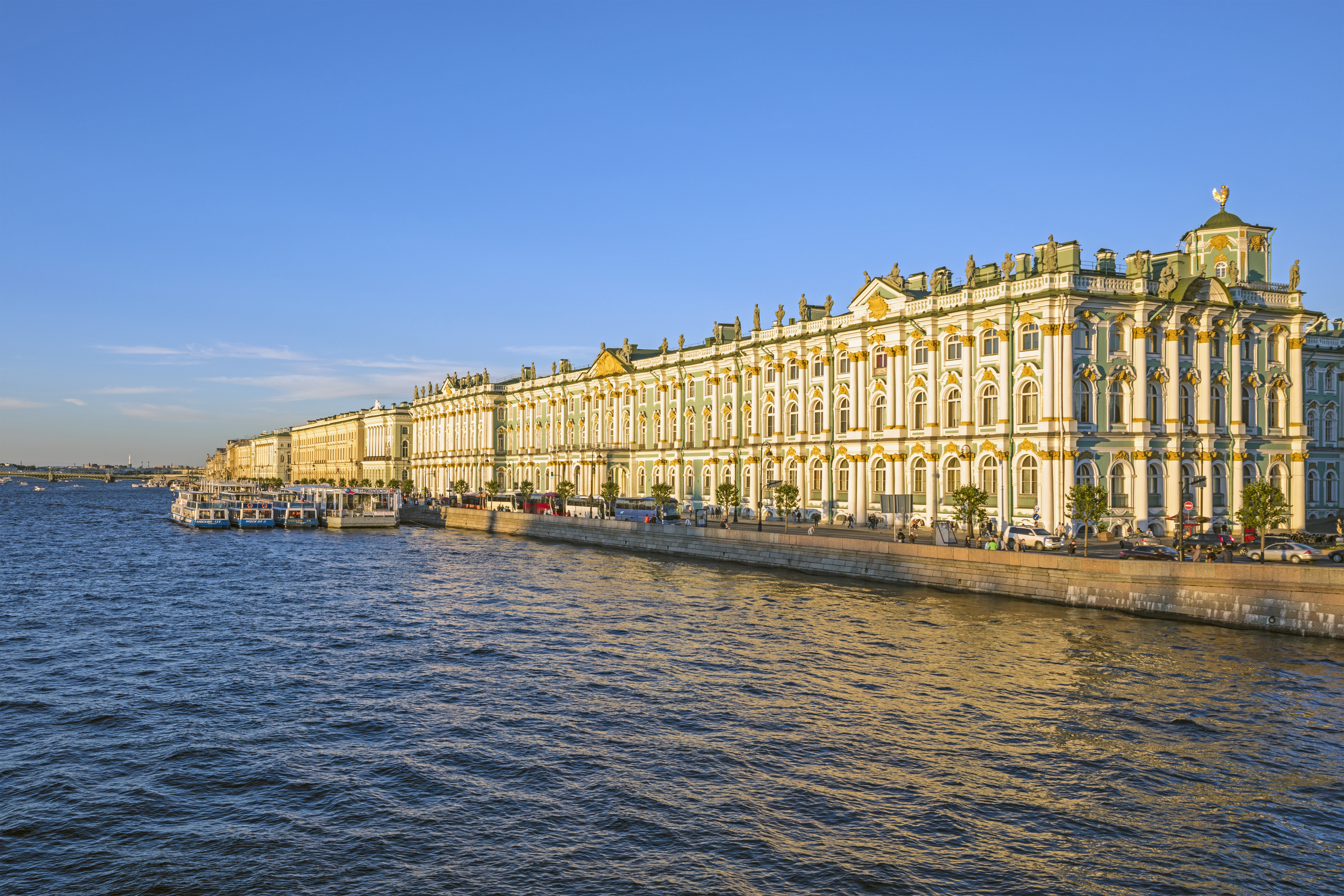
Die Eremitage von der Newa fotografiert. Im Vordergrund der Winterpalast

Alexander Alexejewitsch wuchs in einer aristokratischen Familien auf. Seine Eltern   führten in Moskau einen Literatursalon und veranstalteten gesellige Abende für den Moskauer Adel. Sein Abitur erlangte er am 1. Moskauer Gymnasium, danach studierte er an der ehemaligen Fakultät für Geschichte und Philosophie  der Moskauer Universität. Nach seinem Abschluss begann er eine Tätigkeit im Außenministerium, es schlossen sich Verwendungen an der russischen Mission in Rom und dann an der Botschaft in Karlsruhe (Königreich Württemberg) an.  1871 erwarb er für seine Familie das Gut Korallovo in der Nähe von Moskau und begann mit dem Wiederaufbau. 
Von 1879 bis 1889 war er Direktor der Kaiserlichen Eremitage und gleichzeitig von 1882 bis 1886 Vorsitzender der Archäologischen Kommission. Als Direktor der Eremitage entwickelte er einen besonderen Ehrgeiz in der Beschaffung von Kunstgegenständen, dabei konnte er auf seine Erfahrungen in Rom und Württemberg zurückgreifen. Es gelang ihm eine bemerkenswerte Sammlung angewandter Kunst des Mittelalters und der Renaissance unter Mithilfe von Alexander Petrowitsch Basilewski in Paris zu erwerben, die später von Alexander III. erworben wurde. Wassiltschikow erstellte eine umfangreiche Waffensammlung und lud Wissenschaftler wie den Ägyptologen Wladimir Semjonowitsch Golenischtschew, den Kunsthistoriker Nikodim Pawlowitsch Kondakow und den Kunstwissenschaftler und Kenner der byzantinischen Kunst  Andrei Iwanowitsch Somow zu wissenschaftlichen Arbeiten ein. Der Archäologe Gangolf von Kieseritzky erstellte einen Katalog über die Gegenstände in der Antikenabteilung.
Im Jahre 1886 geriet Wassiltschikow in eine finanzielle Schieflage, er konnte seinen Verpflichtungen gegenüber seinen Gläubigern, und hier insbesondere der Moskauer Landesbank, nicht nachkommen. Diese Situation führte letztendlich dazu, dass Wassiltschikow per Dekret für sein Eigentum und die Finanzen einen Vormund erhielt, der sich um die Verfahren der Rückzahlung von Schulden kümmerte.

## Herkunft und Familie
Alexander Alexejewitsch Wassiltschikow stammte aus der angesehenen Bojarenfamilie der Wassiltschikows. Seine Eltern waren der Senator Alexei Wassiljewitsch Wassiltschikow (1776–1854) und Alexandra Iwanowna Archarowa (1795–1855).  1858 heiratete er in Paris die Gräfin Olga Wassiljewna Olsufjewa (1835–1915), die Tochter des Moskauer Gouverneurs Wassili Dmitriwitsch Olsufjew  (1796–1858). Ihre Nachkommen waren:  Maria (* 1859; † 1934 in Rom); Alexandra (1860–1927) ⚭ L. A. Miloradowitsch; Alexei (1862–1900), Pawel (1865–1941), Pjotr (1867–1879). Nach der Oktoberrevolution im Jahre 1917 emigrierten alle in das westliche Ausland.

## Schriften
- О портретах Петра Великого („Über die Porträts Peters des Großen“), 1872.
- Словарь русских портретов („Wörterbuch der russischen Porträts“), 1875.
- Семейство Разумовских („Familie Rasumowski“), fünf Bände, 1880–1894.